# Chiesa di Santa Lucia a Corbano
La chiesa di Santa Lucia a Corbano, oggi soppressa, (crollata) si trova nel comune di Volterra, in provincia di Pisa, diocesi di Volterra.
Un posto affascinante.

## Storia e descrizione
Oggi ridotta a rudere, fu costruita con materiali di spoglio, come testimoniano i due capitelli corinzi di epoca romana all'imposta dell'arco del catino absidale.